# بي. جاي دانيلز
بي. جاي دانيلز (بالإنجليزية: B. J. Daniels)‏ هو لاعب كرة قدم أمريكية أمريكي، ولد في 24 أكتوبر 1989 في تالاهاسي في الولايات المتحدة.

## وصلات خارجية
- بي. جاي دانيلز على موقع كلية كرة السلة في سبورتس رفرنس.كوم (الإنجليزية)
- بي. جاي دانيلز على موقع ريلجم (الإنجليزية)
- بي. جاي دانيلز على موقع مرجع كرة القدم المحترفة.كوم (الإنجليزية)